# 2026 en France
Chronologie de la France
- 2022
- 2023
- 2024
- 2025
- 2026
- 2027
- 2028
- 2029
- 2030

Chronologie de l’Europe
- 2022
- 2023
- 2024
- 2025
- 2026
- 2027
- 2028
- 2029
- 2030

Cette page présente les faits marquants de l'année 2026 en France.

## Évènements

### Février
- février : référendum sur le nouveau statut de la Nouvelle-Calédonie.

### Mars
- Élections municipales françaises de 2026[1].

### Juin
- Sommet du G7 (en) à Évian-les-Bains.

### Août
- 12 août : éclipse solaire totale, qui sera en France quasi totale à Biarritz[2].

### Septembre
- Élections sénatoriales françaises de 2026.

### Octobre
- Mondial de l'automobile de Paris.